# Run commands
Il termine rc (abbreviazione di run commands) viene utilizzato come estensione o suffisso dei file configurazione nei sistemi operativi Unix-like. Il nome deriva dal programma RUNCOM presente in CTSS.
Alcuni autori, tra cui Eric Steven Raymond, definiscono i file rc come "run control files".
La shell rc di Plan 9 trae il suo nome da "run commands".